# Saeed Mostafavand
Saeed Mostafavand est un joueur iranien de volley-ball né le 4 février 1983 à Khorramabad Ancien joueur national de l'Iran. Il mesure 1,95 m et joue Central.